# قوافز
القوافز  أو القفازات (الاسم العلمي: Salientia)، هي مجموعة من البرمائيات التي تشمل رتبة البتراوات (الضفادع والعلاجيم)، وجميع الضفادع البدائية المنقرضة المتنوعة التي ترتبط بشكل وثيق مع الضفادع، أكثر من السمندريات (السلمندر وسمندل الماء). أقدم أحفورة لـ"الضفدع البدائي" ظهرت في الثلاثي المبكر في مدغشقر، ولكن الساعة الجزيئية تبين أن أصولها قد تمتد إلى العصر البرمي، قبل 265 مليون سنة.